# Fasseisen

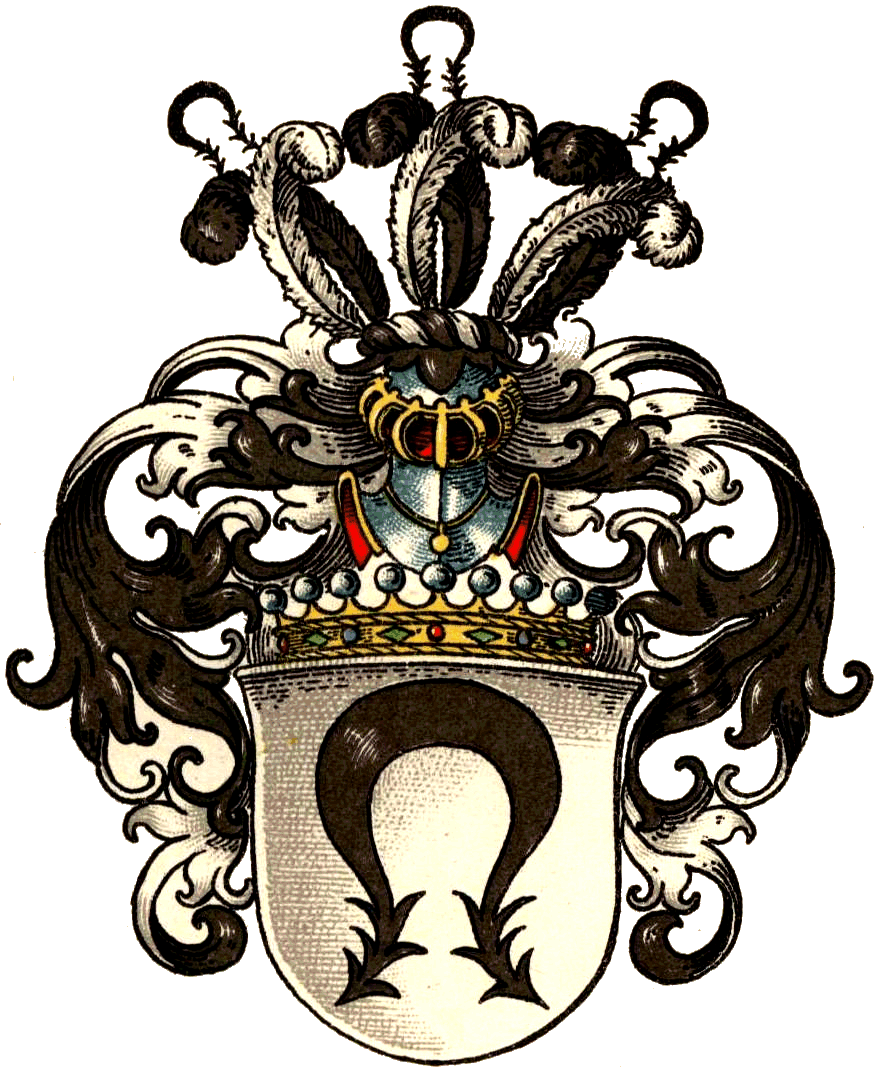
Wappen Loë (Adelsgeschlecht)

Das Fasseisen ist in der Heraldik eine seltene gemeine Figur. Die Wappenfigur wird als hufeisenförmig gebogen mit langen je sechs Widerhaken versehenen Enden dargestellt. Das Eisen kann im Schild und auch im Oberwappen sein und wird meist schwarz dargestellt.
Das Fasseisen hat Ähnlichkeit mit der Wappenfigur Kuheisen. Es wird auch als Kesselhaken angesehen.

Marl